# Digital Renegade
Digital Renegade (stilizzato [digital_renegade]) è il terzo album in studio del gruppo musicale electronicore statunitense I See Stars, pubblicato il 13 marzo 2012 dalla Sumerian Records.

## Tracce
1. Gnars Attacks – 3:29
2. NZT48 – 4:20
3. Digital Renegade – 3:12
4. Endless Sky (featuring Danny Worsnop) – 3:33
5. Underneath Every Smile – 3:17
6. Mystery Wall – 4:08
7. iBelieve – 2:38
8. Summer Died in Connersville – 3:18
9. Electric Forest (featuring Cassadee Pope) – 4:26
10. Filth Friends Unite – 3:59

## Formazione
- Devin Oliver – voce melodica
- Brent Allen – chitarra solista
- Jimmy Gregerson – chitarra ritmica
- Jeff Valentine – basso
- Andrew Oliver – batteria, percussioni
- Zach Johnson – voce death, tastiera, sintetizzatore, programmazione